# Glacera de Tré-la-Tête
La glacera de Tré-la-Tête és una glacera del Massís del Mont Blanc situada en el municipi dels Les Contamines-Montjoie. Neix al coll Infranchissable, a 3.300 metres d'altitud, al peu dels dômes de Miage al nord-oest, de l'Aiguille de Tré-la-Tête a l'est, i s'acaba cap a 2.200 metres d'altitud.

## Geografia

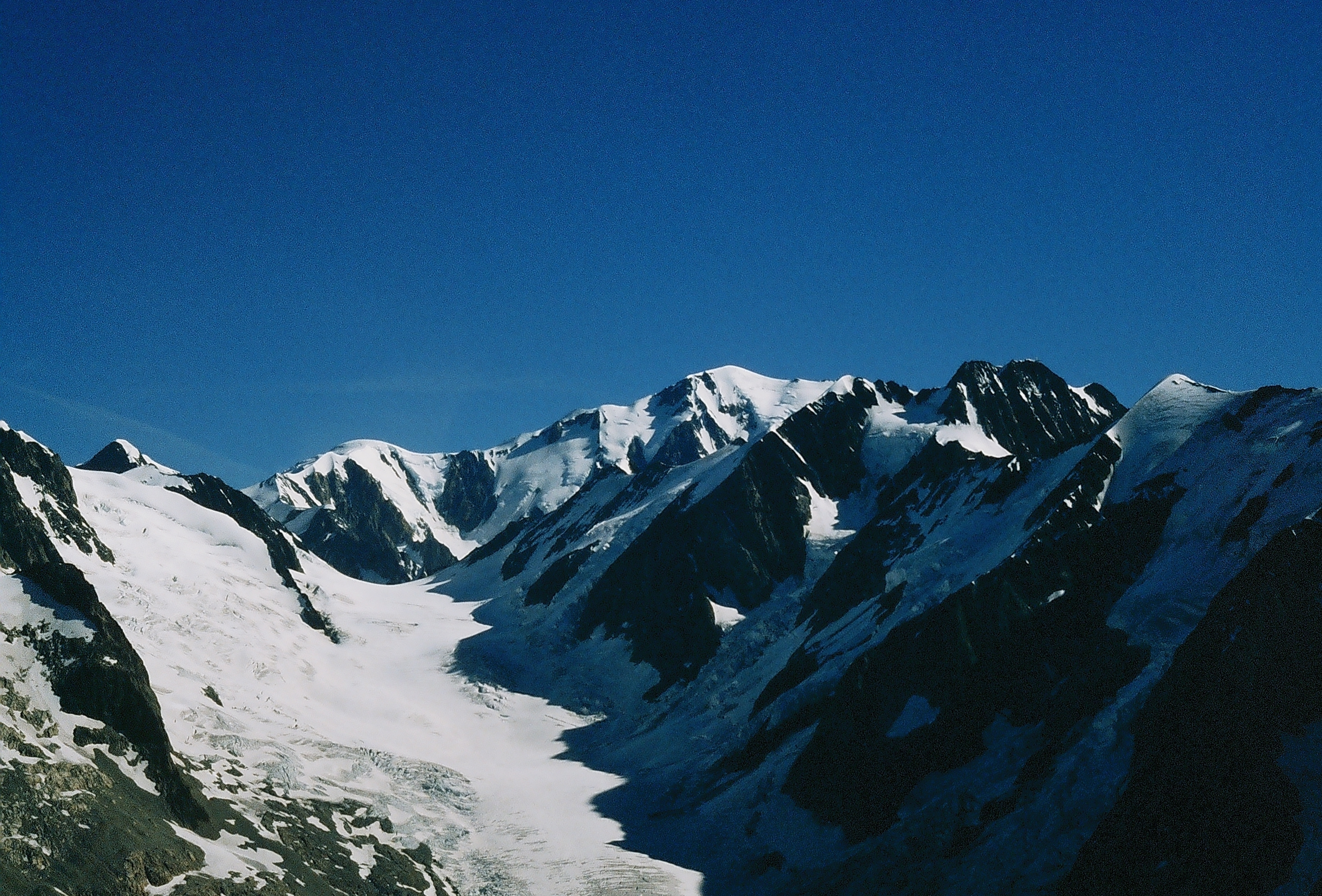
Vista de la part alta de la glacera i del mont Blanc.

La glacera de Tré-la-Tête és una glacera de vall de 7 quilòmetres de llarg, d'una amplada de fins a 800 m i presenta un pendent relativament regular del 20 %. Per la seva superfície, és la quarta glacera de la França metropolitana. El seu estany d'alimentació és un alt circ glacial format d'esquistos cristal·lins i orientat nord-sud: és envoltat, en el seu costat esquerre, de la tête Carrée (3.732 m), de l'agulla de Tré-la-Tête (3.930 m), de l'agulla de la Lée-Blanche (3.697 m), de l'agulla de les Glaceres (3.817 m) i del mont Tondu (3.196 m). En el seu marge dret, es troben les dômes de Miage (3.673 m) i l'agulla de la Bérangère (3.425 m). La seva amplada és llavors de 2.500 metres. El refugi dels Conscrits es troba en el seu marge dret. Entre 3.000 i 2.500 m, rep moltes glaceres més petites, cap no té nom (excepte la glacera del Mont-Tondu, que no conflueix ja amb la glacera). Segueixen els seracs de Tré la Grande, i la llengua terminal de la glacera, al lloc anomenat de la Roche Polie. La glacera, de difícil accés, ha estat menys estudiada que les de la vall de Chamonix, i les seves evolucions són doncs poc conegudes.
L'aigua de fosa de la glacera forma el torrent de Tré-la-Tête, un afluent del Bon-Nant. Tanmateix, la part més gran de les seves aigües són captades des de 1942 per alimentar l'embassament de la Girotte al Beaufortain i sobretot les acereries d'Ugine. L'objectiu era assegurar un bon aprovisionament d'aigua a l'estiu per tal de garantir el funcionament de la central elèctrica. Es tracta de la primera captació subglacial realitzada al món. La presa d'aigua ha estat construïda a una altitud de 1.934 m sota 80 metres de gel i connectada a una galeria de 5.300 m excavada sota el mont Tondu. A causa del retrocés de la glacera, és ara a l'aire lliure.
La quantitat de neu i de pluja rebuda a l'estany augmenta amb l'altitud com ho mostren els totalitzadors d'EDF (1948-58): mentre que el poble dels Contamines-Montjoie (1.164 m) no rep més que 1.380 mm de precipitacions l'any (dels quals un 28 % en forma de neu), Tré-la-Tête (2.080 m) en rep 1 574 , Tré-la-Grande (2.620 m) 2. 231 i Bérangère (3.250 m) 2.341 m. Sobre els 3.600 m, pràcticament totes les precipitacions cauen en forma de neu.

## Evolució
La glacera de Tré-la-Tête es va individualitzar fa a prop de 15.000 anys, després de la fosa del gran casquet glacial que s'estenia sobre els Alps. En l'últim màxim glacial, fa aproximadament 25.000 anys, la superfície de la glacera arribava a l'altitud de 2.400 m sobre la Val Montjoie, la qual cosa li permetia desbordar cap al Beaufortain passant pel coll de la Fenêtre (2.240 m) i sobretot el coll del Joly (1.989 m). Més endavant, la fosa va ser tanmateix ràpida i la retirada de la glacera, feta a un ritme irregular, es deixa observar a través de les morrenes dipositades en el les fases d'estabilització o de breu avançada. Mostren així com la vall del Bon-Nant va quedar pràcticament alliberada de gel fa 14.000 anys i que el front de la glacera de Tré-la-Tête s'estabilitzés llavors a una altitud de 1.170 m, al nivell del caseriu actual de la Bottière. En aquella època, la seva morrena lateral barrava la vall de la Rollaz que ja estava desglaçada perquè la seva localització no es presta pas a l'acumulació de gel. Després d'una fase de retirada prou llarga, la glacera de Tré-la-Tête coneix una última avançada notable al Dryas recent fa aproximativament 12.000 anys.
En el transcurs dels 11.000 últims anys, la glacera de Tré-la-Tête ha estat sovint més petita que avui. En tot aquest període, coneix la seva avançada màxima a la Petita Edat de Gel, entre 1350 i 1850, i sobretot a les primeres meitats dels segles XVII i XIX. Arriba llavors a una longitud de 9 km per a una superfície de 15,1 km² i baixa fins a la coma Blanche a una altitud de 1.600 m. Des de llavors, el seu retrocés ha estat pràcticament ininterromput (aproximadament 2 km al menys): s'atura a 1.820 m d'altitud l'any 1864, 1.869 m l'any 1916, 1.900 m l'any 1942 i 2.100 m l'any 2016. Igualment, la seva superfície s'ha reduït a 10,8 km² l'any 1942, 9 km² l'any 1967 i 6,6 km² l'any 2016.
Als anys 2010, la línia d'equilibri entre la zona d'acumulació i la zona d'ablació és situada a 3.100 m d'altitud. S'estimava a 2.800 m als anys 1960 per al massís del Mont-Blanc. Entre 2014 i 2017, el seu balanç de massa ha estat àmpliament negatiu amb una pèrdua compresa entre 3 i 12 milions de m³ d'aigua per any segons els anys. És doncs encara lluny de l'equilibri respecte a les condicions climàtiques actuals i el seu retrocés hauria de seguir.
La zona de fosa màxima se situa a una altitud de 2.350 m on depasse tres metres per any. En aquest lloc, la fosa s'accelera per una fina capa de sediments que augmenta l'absorció dels raigs del sol. Riu avall, la glacera ja no és prou dinàmica i no arriba ja a desallotjar aquests sediments que s'acumulen a la seva superfície i els recobreix totalment. El gel ja no és visible i forma una glacera negra que fon més lentament (el 40 % aproximadament) perquè les roques la protegeixen del sol i serveixen d'aïllant tèrmic.
Per l'altitud limitada del seu estany d'alimentació i de la seva exposició sud-oest, pot estar subjecta a un retrocés important, en particular si els estius són caniculars.

## Drama de 1954
Al setembre de 2007, la glacera va tornar el cos d'un jove alpinista, desaparegut l'any 1954. Va ser descobert a 2.500 m d'altitud per un senderista. La investigació va mostrar que es tractava d'un jove de 24 anys que havia desaparegut el 4 d'agost de 1954 amb el seu germà de 21 anys i la seva germana de 16 anys, a la tornada de l'ascensió de l'agulla de la Lée-Blanche, de 3.697 metres. Els cossos dels altres joves es van trobar 2 dies més tard, al peu de la paret, o sigui dos quilòmetres riu amunt del lloc on el cos del fill gran va reaparèixer cinquanta-tres anys més tard